# Leptobrachella
A Leptobrachella a kétéltűek (Amphibia) osztályába, a békák (Anura) rendjébe, a  csücskösásóbéka-félék (Megophryidae) családjába és a Leptobrachiinae alcsaládba tartozó nem.

## Rendszerezésük
A nemet Hobart Muir Smith írta le 1925-ben, az alábbi fajok tartoznak ide:
- Leptobrachella aerea (Rowley, Stuart, Richards, Phimmachak, & Sivongxay, 2010)
- Leptobrachella alpina (Fei, Ye, & Li, 1990)
- Leptobrachella applebyi (Rowley & Cao, 2009)
- Leptobrachella arayai (Matsui, 1997)
- Leptobrachella ardens (Rowley, Tran, Le, Dau, Peloso, Nguyen, Hoang, Nguyen, & Ziegler, 2016)
- Leptobrachella aspera Wang, Lyu, Qi, & Wang, 2020
- Leptobrachella baluensis Smith, 1931
- Leptobrachella bashaensis Lyu, Dai, Wei, He, Yuan, Shi, Zhou, Ran, Kuang, Guo, Wei, & Yuan, 2020
- Leptobrachella bidoupensis (Rowley, Le, Tran, & Hoang, 2011)
- Leptobrachella bijie Wang, Li, Li, Chen, & Wang, 2019
- Leptobrachella bondangensis Eto, Matsui, Hamidy, Munir, & Iskandar, 2018
- Leptobrachella botsfordi (Rowley, Dau, & Nguyen, 2013)
- Leptobrachella bourreti (Dubois, 1983)
- Leptobrachella brevicrus Dring, 1983
- Leptobrachella chishuiensis Li, Liu, Wei, & Wang, 2020
- Leptobrachella crocea (Rowley, Hoang, Le, Dau, & Cao, 2010)
- Leptobrachella damingshanensis Chen, Yu, Cheng, Meng, Wei, Zhou, & Lu, 2021
- Leptobrachella dong Liu, Shi, Li, Zhang, Xiang, Wei, & Wang, 2023
- Leptobrachella dorsospina Wang, Lyu, Qi, & Wang, 2020
- Leptobrachella dringi (Dubois, 1987)
- Leptobrachella eos (Ohler, Wollenberg, Grosjean, Hendrix, Vences, Ziegler, & Dubois, 2011)
- Leptobrachella feii Chen, Yuan, & Che, 2020
- Leptobrachella firthi (Rowley, Hoang, Dau, Le, & Cao, 2012)
- Leptobrachella flaviglandulosa Chen, Wang, & Che, 2020
- Leptobrachella fritinniens (Dehling & Matsui, 2013)
- Leptobrachella fuliginosa (Matsui, 2006)
- Leptobrachella fusca Eto, Matsui, Hamidy, Munir, & Iskandar, 2018
- Leptobrachella gracilis (Günther, 1872)
- Leptobrachella hamidi (Matsui, 1997)
- Leptobrachella heteropus (Boulenger, 1900)
- Leptobrachella isos (Rowley, Stuart, Neang, Hoang, Dau, Nguyen, & Emmett, 2015)
- Leptobrachella itiokai Eto, Matsui, & Nishikawa, 2016
- Leptobrachella jinshaensis Cheng, Shi, Li, Liu, Li, & Wang, 2021
- Leptobrachella jinyunensis Shi, Shen, Wang, Jiang, & Wang, 2023
- Leptobrachella juliandringi Eto, Matsui, & Nishikawa, 2015
- Leptobrachella kajangensis (Grismer, Grismer, & Youmans, 2004)
- Leptobrachella kalonensis (Rowley, Tran, Le, Dau, Peloso, Nguyen, Hoang, Nguyen, & Ziegler, 2016)
- Leptobrachella kecil (Matsui, Belabut, Ahmad, & Yong, 2009)
- Leptobrachella khasiorum (Das, Tron, Rangad, & Hooroo, 2010)
- Leptobrachella korifi Matsui, Panha, & Eto, 2023
- Leptobrachella lateralis (Anderson, 1871)
- Leptobrachella laui (Sung, Yang, & Wang, 2014)
- Leptobrachella liui (Fei & Ye, 1990)
- Leptobrachella macrops (Duong, Do, Ngo, Nguyen, & Poyarkov, 2018)
- Leptobrachella maculosa (Rowley, Tran, Le, Dau, Peloso, Nguyen, Hoang, Nguyen, & Ziegler, 2016)
- Leptobrachella mangshanensis (Hou, Zhang, Hu, Li, Shi, Chen, Mo, & Wang, 2018)
- Leptobrachella maoershanensis (Yuan, Sun, Chen, Rowley, & Che, 2017)
- Leptobrachella marmorata (Matsui, Zainudin, & Nishikawa, 2014)
- Leptobrachella maura (Inger, Lakim, Biun, & Yambun, 1997)
- Leptobrachella melanoleuca (Matsui, 2006)
- Leptobrachella melica (Rowley, Stuart, Neang, & Emmett, 2010)
- Leptobrachella minima (Taylor, 1962)
- Leptobrachella mjobergi Smith, 1925
- Leptobrachella murphyi Chen, Suwannapoom, Wu, Poyarkov, Xu, Pawangkhanant, & Che, 2021
- Leptobrachella nahangensis (Lathrop, Murphy, Orlov, & Ho, 1998)
- Leptobrachella namdongensis Hoang, Nguyen, Luu, Nguyen, & Jiang, 2019
- Leptobrachella natunae (Günther, 1895)
- Leptobrachella neangi Stuart & Rowley, 2020
- Leptobrachella niveimontis Chen, Poyarkov, Yuan, & Che, 2020
- Leptobrachella nokrekensis (Mathew & Sen, 2010)
- Leptobrachella nyx (Ohler, Wollenberg, Grosjean, Hendrix, Vences, Ziegler, & Dubois, 2011)
- Leptobrachella oshanensis (Liu, 1950)
- Leptobrachella pallida (Rowley, Tran, Le, Dau, Peloso, Nguyen, Hoang, Nguyen, & Ziegler, 2016)
- Leptobrachella palmata Inger & Stuebing, 1992
- Leptobrachella parva Dring, 1983
- Leptobrachella pelodytoides (Boulenger, 1893)
- Leptobrachella petrops (Rowley, Dau, Hoang, Le, Cutajar, & Nguyen, 2017)
- Leptobrachella phiadenensis Luong, Hoang, Pham, Ziegler, & Nguyen, 2023
- Leptobrachella phiaoacensis Luong, Hoang, Pham, Ziegler, & Nguyen, 2023
- Leptobrachella picta (Malkmus, 1992)
- Leptobrachella pingbianensis (Rao, Hui, Zhu, & Ma, 2022 "2020")
- Leptobrachella platycephala (Dehling, 2012)
- Leptobrachella pluvialis (Ohler, Marquis, Swan, & Grosjean, 2000)
- Leptobrachella puhoatensis (Rowley, Dau, & Cao, 2017)
- Leptobrachella purpuraventra Wang, Li, Li, Chen, & Wang, 2019
- Leptobrachella purpurus (Yang, Zeng, & Wang, 2018)
- Leptobrachella pyrrhops (Poyarkov, Rowley, Gogoleva, Vassilieva, Galoyan, & Orlov, 2015)
- Leptobrachella rowleyae (Nguyen, Poyarkov, Le, Vo, Ninh, Duong, Murphy, & Sang, 2018)
- Leptobrachella sabahmontana (Matsui, Nishikawa, & Yambun, 2014)
- Leptobrachella serasanae Dring, 1983
- Leptobrachella shangsiensis Chen, Liao, Zhou, & Mo, 2019
- Leptobrachella shimentaina Wang, Lyu, & Wang, 2022
- Leptobrachella shiwandashanensis Chen, Peng, Pan, Liao, Liu, & Huang, 2021
- Leptobrachella sinorensis Matsui, Panha, & Eto, 2023
- Leptobrachella sola (Matsui, 2006)
- Leptobrachella suiyangensis Luo, Xiao, Gao, & Zhou, 2020
- Leptobrachella sungi (Lathrop, Murphy, Orlov, & Ho, 1998)
- Leptobrachella tadungensis (Rowley, Tran, Le, Dau, Peloso, Nguyen, Hoang, Nguyen, & Ziegler, 2016)
- Leptobrachella tamdil (Sengupta, Sailo, Lalremsanga, Das, & Das, 2010)
- Leptobrachella tengchongensis (Yang, Wang, Chen, & Rao, 2016)
- Leptobrachella tuberosa (Inger, Orlov, & Darevsky, 1999)
- Leptobrachella ventripunctata (Fei, Ye, & Li, 1990)
- Leptobrachella verrucosa Wang, Zeng, Lin, & Li, 2022
- Leptobrachella wuhuangmontis Wang, Yang, & Wang, 2018
- Leptobrachella wulingensis Qian, Xiao, Cao, Xia, & Yang, 2020
- Leptobrachella wumingensis Chen, Peng, Li, & Yu, 2023
- Leptobrachella yeae Shi, Hou, Song, Jiang, & Wang, 2021
- Leptobrachella yingjiangensis (Yang, Zeng, & Wang, 2018)
- Leptobrachella yunkaiensis Wang, Li, Lyu, & Wang, 2018
- Leptobrachella yunyangensis Luo, Deng, & Zhou, 2022
- Leptobrachella zhangyapingi (Jiang, Yan, Suwannapoom, Chomdej, & Che, 2013)

## Előfordulásuk
Borneón és a Natuna-szigeteken honosak.